# Région d'Angleterre
Pour les articles homonymes, voir Région.
Les régions d'Angleterre  sont au nombre de neuf. Elles correspondent à un découpage du territoire établie en 1994, puis qui a été supprimé en 2011.
Ces régions sont principalement des subdivisions administratives sans pouvoir de gouvernement, créées pour les besoins d'Eurostat. Elles correspondent au niveau 1 de la Nomenclature des unités territoriales statistiques de la Commission européenne.
En 1994, l’Angleterre est découpée en 10 régions. Une fusion de deux régions aboutie ensuite à un découpage en 9 régions.
Seul le Grand Londres est doté d'un maire et d'une Assemblée élus. Des assemblées régionales élues au suffrage indirect ont existé dans les autres régions entre 1998 et 2010 mais elles ont été remplacées par des commissions d'élus locaux (Local authority leaders' board) finalement elles-mêmes remplacées par des simples associations d'élus.
Les régions servaient de circonscriptions pour les élections européennes de 1999 jusqu'au Brexit.

## Liste des régions d'Angleterre
- Angleterre de l'Est (East of England)
- Angleterre du Nord-Ouest (North West England)
- Angleterre du Nord-Est (North East England)
- Angleterre du Sud-Est (South East England)
- Angleterre du Sud-Ouest (South West England)
- Grand Londres (Greater London)
- Midlands de l'Est (East Midlands)
- Midlands de l'Ouest (West Midlands)
- Yorkshire-et-Humber (Yorkshire and the Humber)